# East Village
De East Village is een wijk op het eiland Manhattan in New York.
De wijk wordt grofweg begrensd door de 14th Street in het noorden, de East River in het oosten, Houston Street in het zuiden en 3th Avenue in het westen. De East Village ligt ten oosten van Greenwich Village en kreeg hierdoor zijn naam. Oorspronkelijk was dit een arbeiderswijk, maar het werd sinds de jaren zestig van de twintigste eeuw vooral bevolkt door jonge kunstenaars en hippies.